# Oreogria kaszabi
Oreogria kaszabi là một loài bọ cánh cứng trong họ Tenebrionidae. Loài này được O.Merkl miêu tả khoa học năm 1988.